# Liste der antiken Schriftsteller (griechisch)
Diese Liste enthält griechische Schriftsteller der Antike, sortiert nach Gattung bzw. Fachgebiet.

## Griechische Schriftsteller

### Dichter (Lyriker und Epigrammatiker)
- Alkaios von Lesbos (* um 630 v. Chr. in Mytilene auf Lesbos; † um 580 v. Chr.)
- Alkman (7. Jahrhunderts v. Chr.)
- Alpheios von Mytilene (1. Jahrhundert n. Chr.)
- Anakreon (* um 575/570 v. Chr. in Teos in Ionien; † 495 v. Chr. in Athen)
- Antimachos von Kolophon (ca. 400 v. Chr.)
- Antipatros von Thessalonike (1. Jahrhundert v. Chr.)
- Antoninus Liberalis (2. Jahrhundert)
- Anyte von Tegea, Dichterin, Epigrammatikerin (3. Jahrhundert v. Chr.)
- Aratos von Soloi (* ca. 310 v. Chr. in Soloi, Kilikien; † 245 v. Chr.)
- Archilochos (* um 680 v. Chr. in Paros; † um 645 v. Chr.)
- Aristainetos (5. Jahrhundert n. Chr.)
- Aristeas (7. Jahrhundert v. Chr.)
- Artemon von Athen (?)
- Asios von Samos (7. oder 6. Jahrhundert v. Chr.)
- Asklepiades von Samos (4. bis 3. Jahrhundert v. Chr.)
- Automedon von Kyzikos (?)
- Bakchylides (* um 520/516 v. Chr. in Iulis auf Keos; † um 451 v. Chr.)
- Bion von Smyrna (um 100 v. Chr.)
- Dioskorides aus Nikopolis (?)
- Erinna, Dichterin (4. Jahrhundert v. Chr.)
- Glaukos von Nikopolis
- Herodas (3. Jahrhundert v. Chr.)
- Hedyle, Dichterin
- Ibykos (ca. 6. Jahrhundert v. Chr.)
- Isyllos (4. Jahrhundert v. Chr.)
- Iulius Diokles von Karystos
- Kallimachos, Dichter und Gelehrter
- Korinna, Lyrikerin (umstritten, vor 200 v. Chr.)
- Meleagros von Gadara
- Moiro, Dichterin (2. Jahrhundert oder 3. Jahrhundert v. Chr.)
- Myrtis, Lyrikerin (5. Jahrhundert v. Chr.)
- Nonnos von Panopolis (5. Jahrhundert)
- Nossis, Epigrammatikerin, Lyrikerin (wirkte 280/70 v. Chr.)
- Philetas (4. Jahrhundert v. Chr.)
- Philoxenos von Kythira
- Phokylides von Milet (um 540 v. Chr.)
- Pindar (522–443 v. Chr.)
- Polemon von Laodikeia
- Polystratos von Letopolis
- Poseidippos von Pella (310–240 v. Chr.)
- Praxilla, Dichterin (5. Jahrhundert v. Chr.)
- Rhianos von Kreta (3. Jh. v. Chr.), Epigrammatiker und Epiker
- Sappho, Lyrikerin (* ca. 620 v. Chr.)
- Semonides (7. Jahrhundert v. Chr.), jambischer Dichter
- Simonides von Keos (ca. 556–469 v. Chr.), lyrischer Dichter
- Skythinos von Teos
- Solon
- Stesichoros
- Straton von Sardes
- Telesilla, Dichterin (5. Jahrhundert v. Chr.)
- Theognis von Megara
- Theokritos
- Thymokles
- Xanthos (7. Jahrhundert v. Chr.)
- Xenokritos von Lokroi (7. Jahrhundert v. Chr.)
- Xenophanes

### Dramatiker
- Agathokles (Komödiendichter) (2. Jh. v. Chr.)
- Aischylos (525–456 v. Chr.)
- Alexandros (Satyrspieldichter)
- Aristophanes (ca. 448–385 v. Chr.)
- Euripides (ca. 480–406 v. Chr.)
- Menander (342–290 v. Chr.)
- Philetairos (Dichter) (4. Jahrhundert v. Chr.)
- Sophokles (496–406 v. Chr.),
- Xenarchos (Komödiendichter) (Ende 4. Jahrhundert v. Chr.)

### Epiker
- Apollonios von Rhodos
- Choirilos von Samos
- Hesiod (* ca. 700 v. Chr.)
- Homer (Ende des 8. Jahrhunderts v. Chr.)
- Nonnos von Panopolis (5. Jahrhundert n. Chr.)
- Quintus von Smyrna (vermutlich 3. Jahrhundert n. Chr.)
- Rhianos von Kreta (3. Jahrhundert v. Chr.)

### Fabeldichter
- Äsop (ca. 620–560 v. Chr.)
- Babrios (ca. 2. Jh. n. Chr.)

### Grammatiker und Enzyklopädisten
- Ailios Herodianos
- Antimachos von Kolophon
- Apollodor
- Apollonios Dyskolos
- Apollonios von Rhodos
- Apollonius Eidograph
- Aristarchos von Samothrake
- Aristophanes von Byzanz
- Athenaios
- Boios
- Didymos Chalkenteros
- Diomedes Grammaticus
- Dionysios Thrax
- Eratosthenes
- Hellanikos von Lesbos
- Kallimachos
- Kallistratos
- Krates von Mallos
- Lysanias von Kyrene
- Nikanor aus Alexandria
- Nikanor aus Kos
- Nikanor aus Kyrene
- Pamphilos von Alexandria
- Philetas
- Photios I.
- Stephanos
- Stephanos von Byzanz
- Johannes Stobaios
- Tryphon
- Zenodotos von Ephesos

### Historiker
- Agatharchides
- Agathias
- Akusilaos von Argos (Ende 6.–Anfang 5. Jahrhundert v. Chr.)
- Apollodor von Artemita
- Appian
- Aratos von Sikyon
- Aristobulos von Kassandreia
- Arrian
- Athanis
- Berossos
- Cassiodor
- Cassius Dio
- Chares von Mytilene
- Charon von Lampsakos
- Deinias
- Dinon von Kolophon
- Dion Chrysostomos (ca. 40–120), Redner und römischer Historiker des ersten Jahrhunderts
- Diodor
- Diogenes Laertios
- Dionysios von Halikarnassos
- Dionysios von Samos
- Ephoros von Kyme
- Eratosthenes
- Eunapios von Sardes
- Eusebius von Caesarea
- Eustathios von Epiphaneia
- Eutychianos
- Hekataios von Abdera
- Hekataios von Milet
- Hellanikos von Lesbos
- Herodian
- Herodot (ca. 485–420 v. Chr.), Historiker
- Hieronymos von Kardia
- Kallisthenes von Olynth
- Kastor von Rhodos
- Kleitarchos
- Kratippos von Athen
- Ktesias von Knidos
- Megasthenes
- Menander Protektor
- Nikolaos von Damaskus
- Olympiodoros von Theben
- Onesikritos
- Philinos von Akragas
- Philipp von Side
- Philistos
- Philostorgios
- Phlegon von Tralleis
- Phylarchos
- Polybios
- Poseidonios
- Praxagoras von Athen
- Priskos
- Prokopios von Caesarea
- Sokrates Scholastikos
- Sosikrates von Rhodos
- Sozomenos
- Strabon
- Theodoret
- Theodorus Lector
- Theophanes
- Theophylaktos Simokates
- Theopompos
- Thukydides (ca. 460–400 v. Chr.), Historiker und Athener, General
- Timaios von Tauromenion
- Xanthos der Lyder
- Xenophon (431-ca. 360 v. Chr.), Athener Schüler des Sokrates und Söldnerführer
- Zenon von Rhodos
- Zosimos

### Philosophen
- Ainesidemos
- Anaxagoras
- Anaximander (um 610 – 546 v. Chr.), vorsokratischer Philosoph
- Anaximenes
- Aristainetos (5. Jahrhundert)
- Aristoteles
- Bolos von Mendes
- Epikur
- Euhemeros
- Platon
- Plotin
- Plutarch (ca. 46–120)
- Polybios (ca. 203–120 v. Chr.)
- Theophrast (um 390–287 v. Chr.)
- Zenon von Elea (um 490 – um 430 v. Chr.), Vorsokratiker, Eleate
- Zenon von Kition (336 – 264 v. Chr.), Gründer der Stoa
- Zenon von Sidon (um 150 – um 70 v. Chr.), Spätepikureer
- Zenon von Tarsos (3. Jh. v. Chr.)

### Redner
- Die zehn Attischen Redner:

1. Antiphon
2. Andokides
3. Lysias
4. Isokrates
5. Isaios
6. Aischines
7. Lykurgos
8. Demosthenes
9. Hypereides
10. Deinarchos

und außerdem,
- Nikokles

### Romanautoren
- Xenophon von Ephesos (1. Jahrhundert)
- Chariton (2. Jahrhundert)
- Heliodoros aus Emesa (3. Jahrhundert)
- Achilleus Tatios (3. Jahrhundert)
- Longos (3./4. Jahrhundert), Autor des berühmten Werkes Daphnis und Chloe

### Satiriker
- Lukian von Samosata
- Julian